# Gârdani (gmina)
Gârdani – gmina w Rumunii, w okręgu Marmarosz. Obejmuje tylko jedną miejscowość Gârdani. W 2011 roku liczyła 1151 mieszkańców.